# Euhampsonia niveiceps
Euhampsonia niveiceps là một loài bướm đêm thuộc họ Notodontidae. Nó được tìm thấy ở đông bắc Ấn Độ, miền tây Trung Quốc và Sumatra.